# Челябинский автобус
Автобусный транспорт Челябинской агломерации — автобусная система, открытая в Челябинске 13 сентября 1925 года. Действует 48 регулярных городских маршрутов, эксплуатируется 314 машин, обслуживаемых в двух автобусных парках, а также в парках частных предприятий, которые работают по регулируемому тарифу.
С 1 января 2022 года начался процесс постепенного перевода городских и межмуниципальных маршрутов на единую систему работы по регулируемому тарифу в рамках транспортной реформы. Поэтапно все маршруты Челябинска, Копейска, Сосновского района перейдут на нетто-контракты по регулируемому тарифу, где область (в лице Министерства дорожного хозяйства и транспорта Челябинской области) будет осуществлять контроль за деятельностью всех перевозчиков агломерации (соблюдение расписания, единый цвет и ливрея автобусов, выполнение всех рейсов согласно контракту и т. д.). Ориентировочный срок окончания перевода маршрутов на регулируемый тариф - конец 2026 года.

## История
21 января 1911 года в 10:00 первый автобус ушёл от остановки «Биржа» (ул. Кирова, 82) на вокзал. Как таковых остановок автобус не имел, посадка проводилась в любом удобном для пассажиров месте. Перевозками на тот момент занималось Уральское автомобильное товарищество. Летом всё того же года маршрут продлили до дач на озере Смолино. Дачный абонемент стоил 25 рублей. Стоимость проезда в автобусе тогда была установлена: для взрослых — 15 копеек, для детей — 10 копеек.
17 декабря 1911 года в городской газете «Голос Приуралья» появилось сообщение о запуске ещё одного автобуса по маршруту Соборная площадь (ныне площадь Искусств) — Вокзал. Позже автобусное движение было закрыто на неопределённый срок.
Современный автобус действует в Челябинске с 13 сентября 1925 года: тогда открывается автобусное сообщение по маршруту № 1 «Каменный мост — Железнодорожный Вокзал». Маршрут обслуживали два автобуса «Лейланд». Позже в городе появились ещё 2 автобуса «АМО».
К 1934 году автобусное хозяйство насчитывало 31 единицу, большую часть составляли отечественные автобусы АМО-Ф-15.
В апреле 1940 года автомобильный транспорт начинает перевозить пассажиров от Челябинска до Свердловска, время в пути составляло 7 часов, ежедневно выполнялось 2 рейса. Можно было проехать это расстояние и за 5 часов: наряду с автобусами курсировали и шестиместные автомобили ЗИС-101.
13 января 1960 года открывается Челябинский автобусный парк № 1 в Металлургическом районе, на шоссе Металлургов. Новое предприятие занималось обслуживанием не только городских маршрутов, которых к тому времени было уже 14, но и межобластных, до Уфы, и Свердловска (в РСФСР), Кустаная и Рудного (в Казахской ССР).
В ноябре 1965 года открылось новое здание для автовокзала на Кыштымской улице, 30, куда и перенесли автостанцию.
К услугам пассажиров зал ожидания на 500 человек, справочное бюро, камера хранения, буфет, туалеты, комнаты отдыха. Автовокзал имел 10 платформ и перрон для прибытия. В то время выполнялось около 300 рейсов в сутки по 50 маршрутам, в направлении Свердловска, Кургана, Троицка и Уфы.
C 1986 года из ГДР, а с 1990 года уже из объединённой Германии, и до 1996 года, начали поступать автобусы венгерского производства марки Ikarus. В некоторых автобусах, которые успели поработать, можно было увидеть таблички на немецком языке. Автобусы отличались высокой надёжностью, проходимостью и неприхотливостью к обслуживанию.
В мае 2005 года была предпринята первая попытка обновления подвижного состава. Так, на приобретение 10 новых автобусов ЛиАЗ-5256.25 для МУП «Челябгортранс» было потрачено 26 млн. 900 тыс. руб.
В декабре 2007 года город получил 88 новых автобусов модели НефАЗ-5299-20-22. Они оснащены современным дизельным двигателем, соответствующим стандарту Euro-3, а также 4-ступенчатой автоматической коробкой передач. Новая техника придет на смену устаревшему подвижному составу — автобусам ЛиАЗ-677 и Икарус-280.
В ноябре 2008 года для автотранспортных предприятий Челябинска было закуплено 47 автобусов модели ЛиАЗ-5256.26.
8 сентября 2011 год — презентация новой партии автобусов на площади Революции. Было представлено 50 автобусов модели ЛиАЗ-5256.53 в вишнево-песочной цветовой схеме. 12 сентября 2012 года — вторая волна поступления автобусов модели «ЛиАЗ-5292.71», работающих на метане. 2 декабря — открывается маршрут № 103 с трассой «ЧМК — АМЗ», на маршруте работают 3 машины. 1 апреля 2013 года открыт новый автобусный маршрут № 20 по трассе «Ул. Мамина — ул. Героев Танкограда — пос. АМЗ». 25 августа открыт новый автобусный маршрут № 19, который работает по трассе «Автобусный парк — улица Бейвеля — улица Чичерина — Комсомольский проспект — улица Молодогвардейцев — Автобусный парк». 27 августа открыт новый маршрут № 65. Маршрут проходит от Автоцентра по Краснопольскому проспекту — улице Чичерина — Комсомольскому проспекту — Свердловскому проспекту — улице Черкасской — улице Богдана Хмельницкого до Аэропорта.
14 апреля 2015 года — прибытие четырёх автобусов модели «ПАЗ-32054». Эти автобусы выйдут на отдаленные маршруты № 17 и 52. 13 сентября ко Дню города Челябинск получил 32 новых автобуса, двадцать два из которых автобусы средней вместимости марки «Marcopolo» и десять большой вместимости марки «НефАЗ».

## История автопарков

### Челябинск
Муниципальные перевозчики
- Филиал в МУП «Челябгортранс». Создан в 2001 году
- Филиалы МУП «Челябинскавтотранс». Созданы в 2003 году.
- МУП «Челябинский автобусный транспорт». Создан в 2010 году путем реорганизации МУП «Челябинскавтотранс». В ноябре 2016 года МУП «Челябинский автобусный транспорт» был признан банкротом[14]. 28 апреля 2017 года объявлено об окончательной реорганизации предприятия.
- ООО «Общественный городской транспорт». Создано путем реорганизации МУП «Челябинский автобусный транспорт».
- МУП «Служба организации движения». Обслуживает маршруты с 1 января 2022 года. Использует бывший гараж ООО «ОГТ» и муниципальные автобусы.

Частные перевозчики
- ООО «Третий Автобусный Парк» и ООО «Трест СКМ». Создано в 2012 году холдингом «Автобусный парк» (ООО «ПТК»).

### Копейск
- МУП «Копейское пассажирское автопредприятие».

## Оплата проезда
С 15 октября 2024 года цена за билет составляет:
34 ₽ по транспортной карте и ключу «Интерсвязь», с возможностью бесплатных пересадок в течение 60 минут,
37 ₽ по банковской карте без возможности бесплатных пересадок,
43 ₽ за наличные.
17 ₽ для льготников (пенсионеров, студентов, школьников или жителей с областными или федеральными льготами) по отдельным для каждой категории транспортным картам без бесплатных пересадок.
Проездной на месяц — 1 450 ₽.
Штраф за безбилетный проезд — 2 500 ₽, при повторном нарушении безбилетник раскошелится уже на 5 000 ₽.
Транспортную карту можно приобрести у кондуктора в общественном транспорте, в пунктах выдачи и пополнения. Преимуществом карты является возможность оплаты проезда не только за себя, но и за другого человека. Пополнить транспортную карту можно в пунктах выдачи и пополнения без комиссии, а также в отделениях «Челябинвестбанка».
Начиная с 2021 года подвижной состав для оплаты пассажирами проезда оснащается валидаторами на замену кондукторов, работа которых полностью постепенно прекратится в рамках транспортной реформы.
| Период            | Стоимость    | Ист.   |
| ----------------- | ------------ | ------ |
| с 1999            | 2 руб.       | [ 21 ] |
| с 15 февраля 2001 | 4 руб.       | [ 21 ] |
| с 1 февраля 2003  | 6 руб.       | [ 22 ] |
| с 3 апреля 2006   | 8 руб.       | [ 23 ] |
| с 1 апреля 2008   | 10 руб.      | [ 24 ] |
| с 1 июля 2012     | 15 руб.      | [ 25 ] |
| с 1 ноября 2015   | 20 руб.      | [ 26 ] |
| с 1 августа 2017  | 23 руб.      | [ 27 ] |
| с 10 августа 2022 | 25 — 30 руб. | [ 17 ] |
| с 15 июля 2023    | 28 — 35 руб. |        |
| с 15 октября 2024 | 34 — 43 руб. | [ 28 ] |

## Подвижной состав

### В царское время
- Лейланд

### В советское время
- АМО
- Автобус ЯА-3 на базе Я-3
- ЗИС-8
- ЗИС-154
- ЗИС-155
- Ikarus-55
- ЛАЗ-695
- Ikarus-180
- Ikarus-620
- Ikarus-556
- ЛиАЗ-677
- ЛиАЗ-677Б
- ЛАЗ-699
- Ikarus-260
- Ikarus-280
- Ikarus-284
- Škoda 706 RTO

### В постсоветское время
- ЛАЗ-4202
- ЛАЗ-695
- ЛиАЗ-677
- ЛиАЗ-5256.00[прим. 1]
- ЛиАЗ-5256.25
- ЛиАЗ-5256.25-11
- МАЗ-104.00[прим. 2]
- Ikarus-260
- Ikarus-280
- Ikarus-283[прим. 3]
- ГАЗ-322130
- ПАЗ-3205-110

### В прошедшее время
- Богдан А09202
- ЛиАЗ-5256.25
- ЛиАЗ-5256.26
- ЛиАЗ-5256.45
- ЛиАЗ-5256.53
- ЛиАЗ-5292.71
- ЛиАЗ-6212
- ЛиАЗ-6213.21
- НефАЗ-5299-20-22
- НефАЗ-5299-30-31
- НефАЗ-5299-30-51
- ГолАЗ АКА-6226
- Луидор-2550000 (ГАЗ-322133)
- ГАЗ-332132
- ГАЗель NEXT
- Нижегородец-FST613 (FIAT Ducato)
- Нижегородец-222702
- Нижегородец-222709
- IRITO Boxer L4H2 (Peugeot Boxer)
- IMC-Jumper L4H2 (Citroën Jumper)
- ПАЗ-32053 (32054)
- Семар-3234
- Hyundai County
- Marcopolo Bravis 3297-20-01
- Scania OmniLink CK95UB
- Yutong ZK6116HG
- Yutong ZK6890HGQ

### В настоящее время[29]
| Модель                      | Количество | Обслуживаемые маршруты (на 2025 год)                   |
| --------------------------- | ---------- | ------------------------------------------------------ |
| Volgabus-4298.G4            | 126 ед.    | 3, 5, 10к, 22а, 26, 56а, 125, 158к                     |
| ЛиАЗ-5292.67                | 41 ед.     | 15, 483                                                |
| Volgabus-5270.G4            | 25 ед.     | 123 «Автовокзал (Копейск) — Парк Гагарина (Челябинск)» |
| ПАЗ-320435-04 "Vector Next" | 14 ед.     | 47, 136к                                               |

| Модель                      | Количество        | Обслуживаемые маршруты (на 2025 год)                   |
| --------------------------- | ----------------- | ------------------------------------------------------ |
| ЛиАЗ-5292.67                | 179 ед.           | 1, 2, 4, 8, 9, 14а, 18, 31, 34, 41, 45, 51, 71, 80, 81 |
| Volgabus-5270.G2 (LNG)      | 47 ед.            | 1, 2, 4, 8, 9, 14а, 18, 31, 34, 41, 45, 51, 71, 80, 81 |
| Volgabus-5270.G2 (CNG)      | 35 ед.            | 1, 2, 4, 8, 9, 14а, 18, 31, 34, 41, 45, 51, 71, 80, 81 |
| МАЗ-203.945                 | 33 ед.            | 1, 2, 4, 8, 9, 14а, 18, 31, 34, 41, 45, 51, 71, 80, 81 |
| Volgabus-6271.G2            | 27 ед.            | 64 «Автобусный парк — Автовокзал Центральный»          |
| Volgabus-4298.G4            | 20 ед.            | 58 «ЧВВАКУШ — ул. Чистопольская»                       |
| Ikarus 280.02               | 1 ед.             | Заказные и праздничные поездки                         |
| Marcopolo Bravis 3297-11-G5 | 1 ед. (служебный) |                                                        |
| ПАЗ-32054 (40, K0, H0, L0)  | 1 ед. (служебный) |                                                        |
| ЛиАЗ-5256.53                | 1 ед. (резерв)    |                                                        |
| НефАЗ-5299-30-31 (5299GN)   | 1 ед. (резерв)    |                                                        |

| Модель                           | Количество |
| -------------------------------- | ---------- |
| ПАЗ-320415-04 «Vector Next» (FS) | 17 ед.     |
| НефАЗ-5299-20-22                 | 7 ед.      |
| ПАЗ-320406-04 «Vector Next»      | 7 ед.      |
| ИВЕКО-АМТ-323900 (IVECO Daily)   | 5 ед.      |
| ПАЗ-320540-12                    | 5 ед.      |
| НефАЗ-5299-20-32                 | 4 ед.      |
| ГАЗ-322132 (XTH, X96)            | 2 ед.      |
| НефАЗ-5299-11-33                 | 2 ед.      |
| НефАЗ-5299-20-15                 | 2 ед.      |
| ПАЗ-32053                        | 2 ед.      |

## Маршруты
Муниципальный перевозчик
МУП "Служба организации движения"
| №   | Маршрут                                        | Количество автобусов | Интервал (07.00-10.00, 17.00-20.00) | Интервал (10.00-17.00) | Интервал (после 20.00) |
| --- | ---------------------------------------------- | -------------------- | ----------------------------------- | ---------------------- | ---------------------- |
| 1   | Автовокзал Центральный — Аэропорт              | 8 автобусов          | 15 минут                            | 30 минут               | 30-60 минут            |
| 2   | ул. Петра Столыпина — Чурилово                 | 26 автобусов         | 6-7 минут                           | 10 минут               | 15 минут               |
| 4   | ул. Мамина — Парк Гагарина                     | 14 автобусов         | 8 минут                             | 10 минут               | 15-20 минут            |
| 8   | ул. Мамина — ул. Академика Королёва            | 14 автобусов         | 9-10 минут                          | 12 минут               | 15-20 минут            |
| 9   | ЧТЗ — ул. Петра Столыпина                      | 14 автобусов         | 12 минут                            | 16 минут               | 25 минут               |
| 14а | АМЗ — пос. Новосинеглазово                     | 10 автобусов         | 16 минут                            | 20 минут               | 20-30 минут            |
| 18  | Автобусный парк — Завод ЛД                     | 18 автобусов         | 12 минут                            | 17 минут               | 20-25 минут            |
| 24  | ЧМК — ЖК Ньютон                                | 14 автобусов         | 9-10 минут                          | 9-10 минут             | 15 минут               |
| 31  | ЧМК — ул. Академика Королёва                   | 6 автобусов          | 26 минут                            | 26 минут               | 26 минут               |
| 34  | Чурилово — Автобусный парк                     | 21 автобус           | 10 минут                            | 12 минут               | 15 минут               |
| 41  | Автовокзал "Северные Ворота" — Аэропорт        | 4 автобуса           | 25 минут                            | 25-50 минут            | 25-50 минут            |
| 45  | ЧВВАКУШ — Аэропорт                             | 6 автобусов          | 30 минут                            | 30-60 минут            | 60 минут               |
| 51  | пос. Сосновка — ул. Университетская Набережная | 7 автобусов          | 25 минут                            | 25 минут               | 25 минут               |
| 58  | ЧВВАКУШ — ул. Чистопольская                    | 18 автобусов         | 10 минут                            | 15 минут               | 15 минут               |
| 64  | Автобусный парк — Автовокзал Центральный       | 27 автобусов         | 7 минут                             | 8 минут                | 15-20 минут            |
| 71  | ЧМК — ул. Петра Столыпина                      | 15 автобусов         | 12 минут                            | 12 минут               | 15 минут               |
| 80  | 11-й микрорайон — Парк Гагарина                | 1 автобус            | 90 минут                            | 90 минут               | -                      |
| 81  | ул. Чистопольская — Парк Гагарина              | 6 автобусов          | 20 минут                            | 20 минут               | 20-40 минут            |

Частные перевозчики
| №    | Маршрут                                                             | Количество   | Интервал в час пик | Класс автобуса | Перевозчик                 |
| ---- | ------------------------------------------------------------------- | ------------ | ------------------ | -------------- | -------------------------- |
| 3    | ЧВВАКУШ — ЮУрГУ                                                     | 12 автобусов | 10 минут           | Средний        | ООО АТП-1                  |
| 5    | ЧКПЗ — ул. Весенняя                                                 | 15 автобусов | 8 минут            | Средний        | ООО Такси-сервис           |
| 10к  | ЧМК — ТРК Родник                                                    | 16 автобусов | 10 минут           | Средний        | ООО Никита Кожемяка        |
| 11   | Солнечный берег — ул. Петра Столыпина                               | 6 автобусов  | 20 минут           | Средний        |                            |
| 13к  | Пригородные кассы — Областная больница                              | 2 автобуса   | 30 минут           | Малый          | ООО Тодес                  |
| 15   | ЧМК — ДС Юность — Парк Гагарина                                     | 15 автобусов | 7 минут            | Большой        | ООО Трест СКМ              |
| 19   | ул. Приборостроителей — ул. Чистопольская                           | 26 автобусов | 6 минут            | Малый          |                            |
| 22а  | ул. Генерала Брусилова — ЧКПЗ                                       | 20 автобусов | 9-10 минут         | Средний        | ООО Альфа                  |
| 23   | 47-й микрорайон — ТК Кольцо                                         | 7 автобусов  | 20 минут           | Средний        | ООО АТП-1                  |
| 28   | ТРК Алмаз — ул. Весенняя (пос. АМЗ)                                 | 5 автобусов  | 30 минут           | Средний        | ООО Консул                 |
| 32   | ул. Мамина — Солнечный берег                                        | 8 автобусов  | 10 минут           | Малый          | ИП Осинский                |
| 35   | пос. Новосинеглазово — Приборостроительная                          | 13 автобусов | 15 минут           | Малый          | ООО Меркурий               |
| 42   | Шоссе Металлургов — Соколиная гора                                  | 6 автобусов  | 20 минут           | Средний        | ООО Автотранс+             |
| 43   | ЧМК — пос. Старое Першино — пос. Стройкомбинат                      | 5 автобусов  | 25 минут           | Малый          | ООО Автотранс+             |
| 44   | Соколиная гора — ЧМК                                                | 1 автобус    | 60 минут           | Большой        | ООО Меркурий               |
| 47   | ул. Сергея Герасимова — ЧМК                                         | 12 автобусов | 11 минут           | Средний        | ООО Челябинское такси      |
| 48   | Теплотехнический институт — пос. Керамзавода                        | 1 автобус    | 60 минут           | Малый          | ООО Сатурн                 |
| 52а  | ТК "Кольцо" — пос. Исаково                                          | 1 автобус    | 70 минут           | Большой        | ООО Автотранс+             |
| 56а  | Ж/Д вокзал — ул. Генерала Брусилова                                 | 12 автобусов | 10 минут           | Средний        | ООО Никита Кожемяка        |
| 61   | ул. Чистопольская — пос. Сухомесово                                 | 1 автобус    | 40 минут           | Малый          | ООО Автолайн               |
| 66   | Ж/Д Вокзал - ст. Шершни                                             | 4 автобуса   | 20 минут           | Малый          | ООО Урал-Дом               |
| 72   | ЧМК — Ж/Д вокзал                                                    | 12 автобусов | 13 минут           | Малый          | ООО ЧелябАвтобус           |
| 74   | пос. Фёдоровка — Агроуниверситет                                    | 9 автобусов  | 11 минут           | Малый          | ООО А Тендер Групп         |
| 78   | ул. Академика Королёва — ул. Мамина                                 | 9 автобусов  | 14 минут           | Малый          | ООО Автолайн               |
| 85   | пос. Новосинеглазово — ул. Мамина                                   | 23 автобуса  | 7 минут            | Малый          | ООО Урал-Дом               |
| 91   | ул. Салавата Юлаева/Поселок Градский Прииск — ТК Молния             | 24 автобуса  | 5-6 минут          | Малый, средний | ООО АТП-1                  |
| 123  | Автовокзал (Копейск) — Парк Гагарина (Челябинск)                    | 22 автобуса  | 7 минут            | Большой        | ООО Третий автобусный парк |
| 125  | Автовокзал (Копейск) — Автовокзал Центральный (Челябинск)           | 16 автобусов | 8-9 минут          | Средний        | ООО Новые дороги           |
| 128  | Автовокзал (Копейск) — ул. Петра Столыпина                          | 16 автобусов | 10 минут           | Малый          | ООО АТП-2                  |
| 129  | пос. Железнодорожный (Копейск) — Автовокзал Центральный (Челябинск) | 4 автобуса   | 25 минут           | Малый          | ИП Осинский                |
| 130  | пос. Солнечный — Аэропорт                                           | 3 автобуса   | 30 минут           | Малый          |                            |
| 132  | пос. Красное поле — ЧМК                                             | 5 автобусов  | 22 минуты          | Малый          |                            |
| 136к | пос. Западный (мкрн Белый хутор) — Автовокзал Центральный           | 12 автобусов | 8 минут            | Малый          | ООО Новые дороги           |
| 141  | пос. Новосинеглазово — с. Вознесенка                                | 1 автобус    | 35 минут           | Малый          | ООО Альфа                  |
| 142  | пос. Вавиловец — ул. Чичерина                                       |              |                    |                | ООО Единение               |
| 158к | пос. Западный (мкрн Белый хутор) — ул. Чичерина                     | 10 автобусов | 10 минут           | Средний        | ООО АТП-2                  |
| 172  | Автовокзал (Копейск) — ЧМК                                          | 6 автобусов  | 25 минут           | Малый          | ООО Консул                 |
| 212  | Улица Братьев Кашириных — Ключи                                     | 1 автобус    | 120 минут          | Малый          | ООО Автотранс+             |
| 213  | пос. Кременкуль — ул. Чичерина                                      | 5 автобусов  | 12 минут           | Малый          | ИП Молчанов Д.И.           |
| 214  | Прудный — Братьев Кашириных                                         | 10 автобусов | 10 минут           | Малый          | ООО Автотранс+             |
| 483  | пос. Старокамышинск — Парк Гагарина                                 | 23 автобуса  | 7 минут            | Большой        | ООО Новые дороги           |

## Фотогалерея
- Автобус 28 маршрута на улице Барбюса
- Автобус 4 маршрута на конечной станции «Улица Мамина»
- Автобус 42 маршрута на конечной станции «2-я Павелецкая улица»
- Автобус 4 маршрута на проспекте Ленина
- Автобус 4 маршрута во время перерыва на конечной станции «Улица Мамина»
- Автобусы с разными поломками на территории бывшего филиала № 2

## Комментарии
1. ↑  Со слов работников парка, автобусы проработали с 1994 по 2005 года
2. ↑  Два автобуса с заводскими номерами 3 и 4 прибыли в Челябинск 09.1997 года, и проработали до 2006 года.
3. ↑  Работал на 4 маршруте до 2005 года.